# Michael Jones (Sänger)

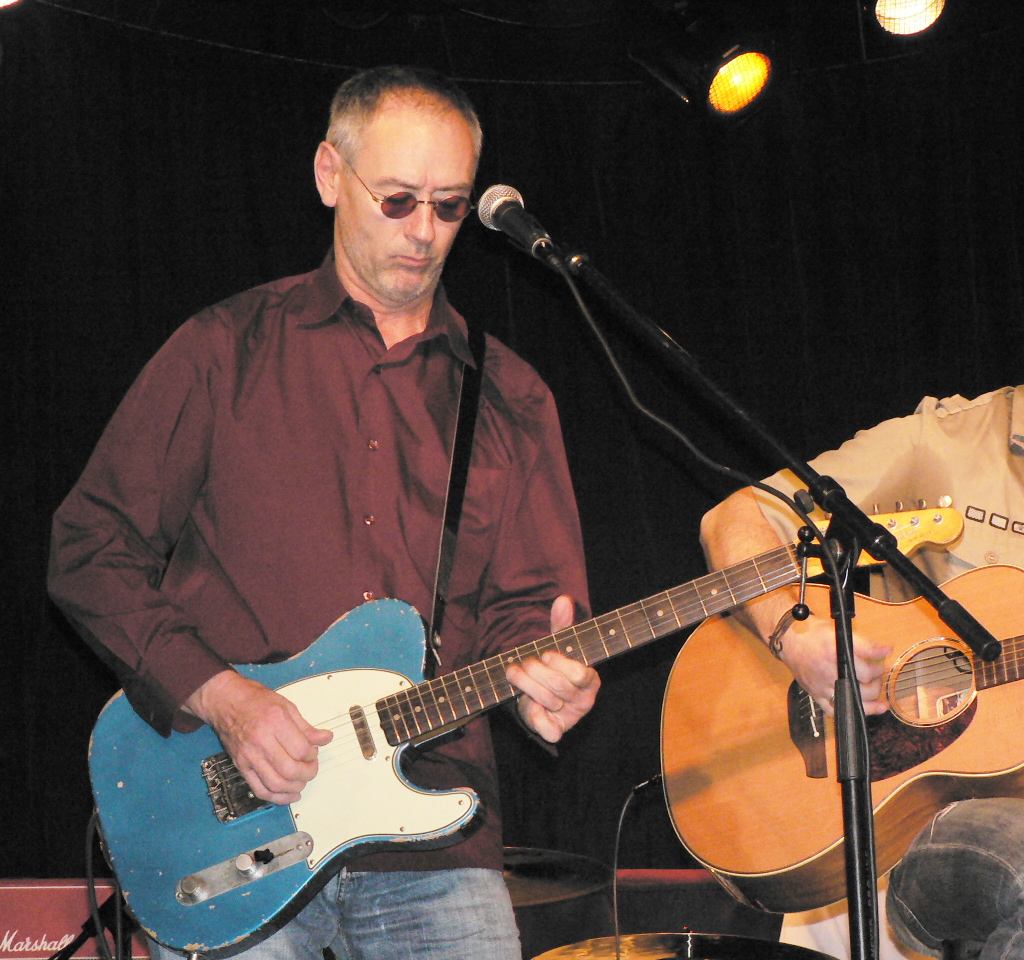
Michael Jones bei einem Auftritt in Paris 2007.

Michael Bernard Eifian Jones (* 28. Januar 1952 in Welshpool, Wales) ist ein walisisch-französischer Sänger und Gitarrist, der vor allem in Frankreich Bekanntheit erlangte.

## Leben
Michael Jones ist Sohn von John Merick Jones, einem Waliser, und Simone Lalleman, einer Französin aus der Normandie. In seiner Kindheit und Jugend lernte er Schlagzeug und später Gitarre. 1966 gründete er seine erste Gruppe, die District Council Dib Dob Band.
Im Alter von 19 Jahren reiste Jones in den Ferien nach Frankreich, wo er blieb und sich niederließ. In den folgenden sechs Jahren musizierte er als Gitarrist und Sänger in der normannischen Gruppe Travers & Cie zusammen mit Hubert Travert und Michael Cousin, der heute Jones’ Bühnenschlagzeuger ist. Das Trio brachte 1972 eine Single heraus, für deren B-Seite Jones als Co-Autor in Erscheinung trat.
Im Jahr 1977 schloss sich Jones der Gruppe Taï Phong an, innerhalb derer er die Bekanntschaft von Jean-Jacques Goldman machte, den er auf Tourneen ersetzte. 1979 trat er auch mit der Toulouser Gruppe Week-end millionaire auf. Nach der Trennung von Taï Phong 1980 gründete Jones unter dem Namen Gulfstream eine weitere Gruppe, die von William Sheller produziert wurde, und arbeitete daneben an weiteren Projekten mit. Unter dem Pseudonym Sweet Memories schrieb ihm Jean-Jacques Goldman 1983 das Lied Viens.
Von 1983 an arbeitete Jones zunächst mit Jean-Jacques Goldman zusammen, den er auf Tourneen begleitete, und später mit Carole Fredericks. Er schrieb und interpretierte 1985 zusammen mit Goldman den Schlager Je te donne. Im Jahr darauf erschien sein Lied Guitar Man als Single, das er auch auf Konzerten der Tourneen von Goldman sang.
Carole Fredericks, Jean-Jacques Goldman und Michael Jones schlossen sich 1990 schließlich zum Trio Fredericks Goldman Jones zusammen und veröffentlichten in den fünf Jahren ihrer darauffolgenden Zusammenarbeit mehrere erfolgreiche Alben.
1993 veröffentlichte Jones sein Album Best-of 83-93, das acht Lieder enthielt, wovon drei zum Zeitpunkt des Erscheinens noch unveröffentlicht waren. Im Jahr 1998 wirkte Jones zunächst an den Aufnahmen zu Goldmans Album En passant und dann bei der sich anschließenden Tournee seines Freundes mit. Auch an Goldmans 2001 veröffentlichtem Album Chansons pour les pieds und der darauffolgenden Tournee war er beteiligt.
Neben seinem Wirken im Umfeld von Goldman arbeitete Jones mit der Veröffentlichung der Alben À consommer sans modération (1997) und Prises et reprises (2004) auch weiterhin an seiner Solo-Karriere. Auf Tournee ließ er sich von dem Bassisten Claude Le Péron, dem Schlagzeuger Michel Cousin, dem Gitarristen Jacky Mascarel und am Klavier von der Harfenistin Caroline Bonhomme begleiten.
In den Jahren 2004, 2005 und 2006 trat Jones in der französischen Fernsehsendung Star Academy auf, einem Musik- und Reality-TV-Format, das in Teilen mit der deutschen Castingshow Deutschland sucht den Superstar vergleichbar ist. Anschließend gründete er mit Erick Benzi, Gildas Arzel et Christian Séguret die Gruppe El Club, deren gleichnamiges Debüt-Album am 4. Juni 2007 erschien.
Im November 2008 trat Jones auf Einladung der britischen Gruppe Status Quo als „Special Guest“ bei den Konzerten der Frankreich-Tournee der Gruppe auf. Am 8. Juni 2009 veröffentlichte er das Album Celtic Blues., dem das Livealbum Celtic Blues Live folgte.
Im Jahr 2013 kündigte Jones das Ende seiner Karriere aus gesundheitlichen Gründen an, die er mit einer abschließenden Tournee durch Frankreich und dem Album 40 60 beschließt. Auf dem Album befinden sich unter anderem zwei neue von Jean-Jacques Goldman geschriebene Stücke, ein Duet mit Francis Cabrel und eine neue Studio-Aufnahme des Duetts Je te donne mit Goldman als Akustik-Version. Der Name des Albums 40 60 ist eine Referenz an Jones 40-jährige Karriere als Musiker und sein Alter beim Erscheinen des Albums.